# Aglia tau
Aglia tau (Linnaeus 1758) је врста ноћног лептира (мољца) из породице Saturniidae.

## Распрострањење и станиште
Врста је распрострањена на подручјуЕвропе. У Србији се јавља у централним и јужним деловима, иде и до висина преко 1500 m надморске висине. Насељава пре свега букове шуме, а може се наћи и у шумама брезе, храста и липе.

## Опис и биологија
Народни назив врсте A. tau је "буквин пауновац". Основна боја крила је жућкастонаранџаста, али неке јединке су са тамним смеђим или црним љуспицама, у зависности од поднебља у ком се јављају варира и основна боја крила (од светлије ка тамнијој). На крилима имају карактеристичне црне мрље са светлим средишњим пољем оивиченим плавим појасом. Распон крила је од 60 до 84 mm. Лептир се у нашим крајевима јавља крајем марта па све до краја јуна а ређе се сретне и у јулу, са обично једном генерацијом годишње. Гусенице су карактеристичне и атрактивне. Тело и глава су бледо зелене боје, на првом сегменту се налазе два црвеножута "рога" као и на трећем торакалном, а један "рог" полази са седмог сегмента. Како гусеница расте тако се "рогови" смањују и потпуно нестају у последњем стадијуму. Aglia tau презимљава у стадијуму лутке. Лептири су најактивнији у рано јутро. Гусеница се храни различитим листопадним дрвећем (храст - Quercus, граб - Carpinus, бреза - Betula, липа - Tilia, итд.), али преферира букву. 

## Галерија
- лептир
- гусеница
- гусеница
- лутка
- парење